# Léon Debouverie
Léon Paul Debouverie né à Lannoy (Nord) le 3 juin 1889, décédé à Amiens (Somme) le 10 mars 1950 est un homme politique français.

## Biographie

### Une promotion sociale à la force du poignet
D’origine flamande, Léon Debouverie est issu d’une famille ouvrière de l’industrie textile. Il est orphelin de père, sa mère élève seule ses deux enfants. Après avoir obtenu son certificat d’études primaires, il suit des cours du soir à l’Institut technique de Roubaix et obtient un diplôme de comptabilité et de commerce. Il devient comptable dans une filature de sa ville natale. Il est influencé par le catholicisme social et le Sillon de Marc Sangnier.
Pendant la Grande Guerre, il combat à Verdun avant de faire partie en novembre 1916, en qualité de lieutenant, de la mission militaire française en Roumanie. De retour en France en 1918, il est blessé le 13 juin. Pour sa bravoure au combat, il est décoré de la croix de l'ordre de la Couronne de Roumanie, de la Croix de guerre 1914-1918 et est fait chevalier de la Légion d’honneur.

### Un chef d’entreprise
Rendu à ses foyers, Léon Debouverie devient directeur commercial de la Grande Brasserie coopérative de Lille. Devenu veuf en 1927, resté seul avec six enfants, il s’installe à Amiens et fonde une entreprise d’importation et de commercialisation d’hydrocarbures et de transport routier de marchandises.
Marqué par le catholicisme social, il est membre de la Jeune République puis du Parti démocrate populaire.

### Un homme politique
En 1940, il reste à Amiens après le bombardement de la ville le 19 mai, malgré l’ordre d’évacuation. Dans une cité occupée par l’armée allemande, avec un centre ville anéanti par les bombardements, Léon Debouverie, avec l’aide de quelques concitoyens, met toute son énergie à remettre en ordre de marche les services publics, organisant le ravitaillement des habitants et l’inhumation des morts. De ce fait, le 17 juin 1940, il est nommé maire d’Amiens par les autorités d’occupation.
Mais ses relations avec l’occupant sont si mauvaises qu’il doit démissionner. Il s’est opposé à la réquisition par l’armée allemande de 250 quintaux de blé et à la réquisition des camions de son entreprise pour leur transport. Il est condamné en juillet 1941 par un tribunal militaire allemand à deux mois de prison. Son domicile est perquisitionné à deux reprises le 15 août et le 26 août et des tracts anti-allemands et favorables aux anglais y sont découverts. Un nouveau procès le condamne à neuf mois d’emprisonnement (ce qui fait onze au total), peine qu’il purge à la prison de Sarrebruck. À son retour en France en juillet 1942, il est assigné à résidence à Soissons jusqu’à la Libération.
En 1945, il se présente sous l’étiquette MRP (Mouvement républicain populaire) aux élections cantonales où il est battu. Il conduit la liste MRP à l’élection de la première Assemblée constituante le 21 octobre 1945 et est élu avec un autre colistier.
La vie parlementaire le déçoit et il ne se représente pas le 2 juin 1946. Il quitte le MRP car il est hostile à l’alliance avec le Parti communiste français (PCF).
En 1947, il est élu conseiller municipal sur la liste du MRP et, c’est au cours d’une séance du conseil municipal, pendant une de ses interventions, qu’il meurt brutalement, le 10 mars 1950.

## Hommage posthume
- À Amiens, l’ancienne place de l’hôtel de ville se nomme désormais, place Léon-Debouverie.

## Pour approfondir